# 青藏川藏公路纪念碑
青藏川藏公路纪念碑（又称川藏、青藏公路纪念碑、川藏、青藏公路通车纪念碑）是一座位于中华人民共和国西藏自治区拉萨市城关区公德林街道金珠西路与民族路交叉处、拉萨河畔的纪念碑。2019年10月7日公布为第八批全国重点文物保护单位。

## 历史
该纪念碑立于1984年12月25日，纪念青藏公路和川藏公路通车30周年，铭记中国人民解放军和西藏、四川、青海人民的光辉业绩和在这两条公路建设上的巨大牺牲。该纪念碑由时任中国共产党中央委员会总书记的胡耀邦题写碑名。

## 碑文
纪念碑碑体为三棱型。该碑碑文采用藏汉两种文字，其中汉文如下：
建国之初，为实现祖国统一大业，增进民族团结，建设西南边疆，中央授命解放西藏，修筑川藏、青藏公路。川藏公路东自成都，始建于一九五零年四月；青藏公路北起西宁，动工于一九五零年六月。两路全长四千三百六十余公里，一九五四年十二月二十五日同时通车拉萨。
世界屋脊，地域辽阔，高寒缺氧，雪山阻隔。川藏、青藏两路，跨怒江攀横断，渡通天越昆仑，江河湍急，峰岳险峻。十一万藏汉军民筑路员工，含辛茹苦，餐风卧雪，齐心协力征服重重天险。挖填土石三千多万立方，造桥四百余座。五易寒暑，艰苦卓绝。三千志士英勇捐躯，一代业绩永垂青史。三十年来，国家投以巨资，两路几经改建。青藏公路建成沥青路面。高原公路，亘古奇迹。四海闻名，五州赞叹。
巍巍高原，两路贯通。北京拉萨，紧密相连。兄弟情谊，亲密无间。全藏公路四通八达，经济文化繁盛，城乡面貌改观。藏汉同胞，歌舞翩跹，颂之为”彩虹”，誉之为”金桥”。新西藏前程似锦，各族人民携手向前。
值此两路通车三十周年，感激中央，缅怀英烈，立石拉萨，永志纪念。
西藏自治区人民政府立
公元一九八四年十二月二十五日

藏历十六绕迥阳木鼠年十一月三十日